# Herman Wildenvey
Herman Wildenvey (20. července 1885 Eiker – 27. září 1959 Stavern) byl norský básník a romanopisec. Patří mezi nejuznávanější lyriky 1. poloviny 20. století.

## Literární dílo

### Sbírky básní
- Nyinger (Ohýnky, 1907)
- Digte (Básně, 1909)
- Prismar (Prismata, 1911)
- Årets eventyr (Pohádka roku, 1913)
- Kjærtegn (Pohlazení, 1916)
- Fjern ungdom (Dávné mládí, 1956)

### Román
- Brændende hjerter (Planoucí srdce, 1915)